# Draba inexpectata
Draba inexpectata är en korsblommig växtart som beskrevs av Stanley Larson Welsh. Draba inexpectata ingår i släktet drabor, och familjen korsblommiga växter. Inga underarter finns listade i Catalogue of Life.